# مقاطعة أنترم
مقاطعة أنترم هي إحدى مقاطعات أيرلندا الشمالية الستة.

## أعلام
- وليام باترسون
- ميخائيل لينوكس
- سام إنجلش
- ستيفن غيلبرت
- تيرينس أونيل
- واين بويد

## روابط إضافية
- County Antrim in 1900
- Castle FM - County Antrim Radio Station
- The Northern Ireland Guide: For information and reviews for locals and tourists alike
- Local Antrim Guide